# Orquesta Juvenil del SODRE
La Orquesta Juvenil del Sodre es la principal Orquesta Nacional Juvenil del Uruguay y una de las principales de  Latinoamérica. Tiene su origen en 2011, fruto de la alianza entre el Servicio Oficial de Difusión, Representaciones y Espectáculos y el Sistema de Orquestas y Coros Juveniles e Infantiles del Uruguay. Está integrada por alrededor de 120 músicos jóvenes entre diez y veintiséis años y tiene su sede en el Auditorio Nacional Adela Reta de la ciudad de Montevideo, donde además realiza su Temporada Principal de Conciertos.

## Historia
Tuvo su concierto inaugural el  21 de diciembre de  2011 en el Auditorio Nacional del Sodre Adela Reta, bajo la Dirección del Maestro Ariel Britos, quien fuese su impulsor, interpretando la Sinfonía n.º 4 de Chaikovski y la Fanfarrea para el hombre común de Aaron Copland, entre otras.
En enero de 2013 la orquesta realizó su primera gira internacional por Panamá y Estados Unidos.

### Sistema de Orquestas y Coros Juveniles e Infantiles del Uruguay
La orquesta pertenece al  Servicio Oficial de Difusión, Representaciones y Espectáculos y al Sistema de Orquestas y Coros Juveniles e Infantiles del Uruguay. Este Sistema es una organización sin fines de lucro que forma parte de una red internacional integrada por más de 30 países, dedicada a implementar programas de educación musical enfocados mayoritariamente en la inserción social de niños y adolescentes con bajos recursos.
El Sistema de Orquestas y Coros Juveniles e Infantiles del Uruguay es una organización sin fines de lucro presente en Montevideo, Canelones, Cerro Largo, Durazno, Flores, Florida, Lavalleja, Soriano y Paysandú. Esta organización está dedicada a brindar educación musical de fácil acceso para niños y jóvenes de todo el territorio nacional dando la posibilidad de aprender a tocar un instrumento, participar de coros infantiles y juveniles, y ser miembro de una orquesta.
El Mtro. Ariel Britos es el director Fundador de la Orquesta y Presidente del Sistema, quien ha recibido importantes reconocimientos por su actividad y trayectoria:
- Artista de la UNESCO por la Paz
- Ciudadano de Oro por el Centro Latinoamericano de Desarrollo
- Premio Ariel de Oro del Ateneo de MontevideoLa orquesta juvenil, en el Auditorio Nacional Adela Reta

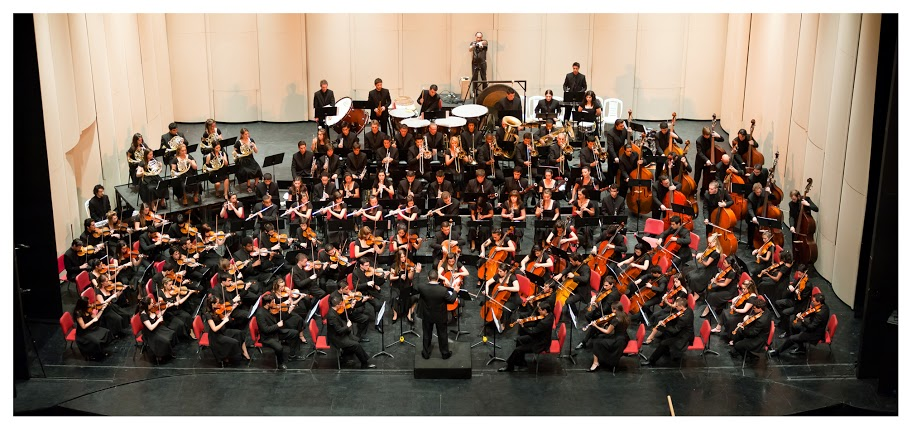
La orquesta juvenil, en el Auditorio Nacional Adela Reta

## Temporada Principal de Conciertos
La orquesta desarrolla su temporada de conciertos en el Auditorio Nacional Adela Reta, en los cuales han participado directores y solistas invitados del exterior. Se destaca la participación de los directores Francisco Rettig (Chile), Emmanuel Siffert (Suiza), Dietrich Paredes (Venezuela) y Doron Salomon (Israel), así como los reconocidos solistas Bruno Gelber (Argentina) en piano y Francisco Flores (Venezuela) en trompeta.
La orquesta también ha actuado en conjunto con otros cuerpos estables del SODRE como el Ballet Nacional Sodre en marzo de 2012 y el Coro Nacional del Sodre en un ciclo de cinco conciertos en mayo de 2013.

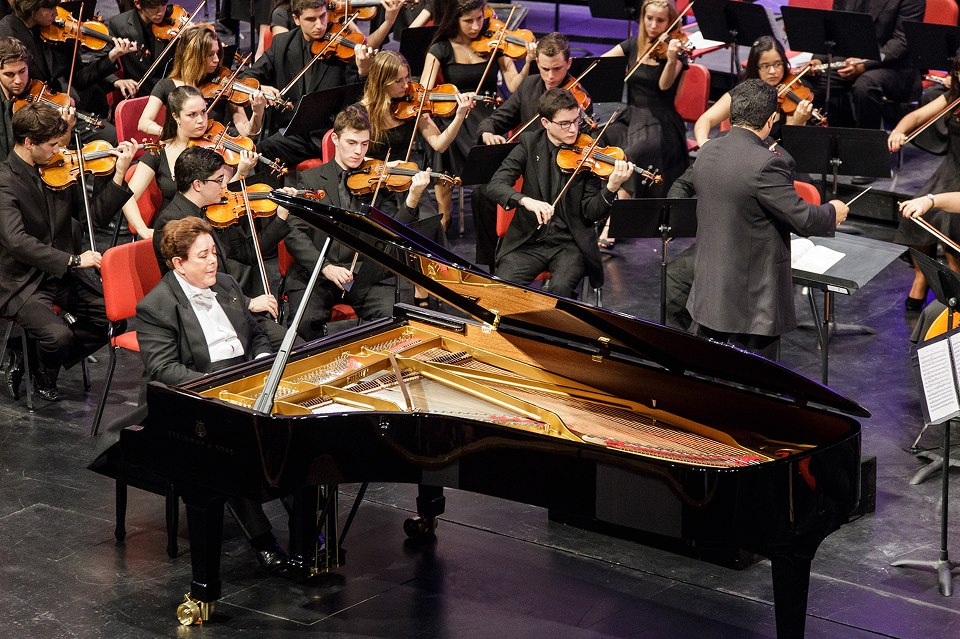
La OJS junto al pianista argentino Bruno Gelber.

En 2016 celebrando su 5° aniversario realiza la gira nacional “La Juvenil en todo el país”. Un recorrido musical que ofreció 20 conciertos en varias ciudades del interior y limítrofes del Uruguay. 
En 2017 realiza su cuarta gira internacional en el marco de los festejos de los 100 años de la cumparsita, visitando España e Italia junto al Mtro. Héctor Ulises Passarella, siendo invitados en los Festivales Internacionales Sent-Me Cocentaina y Sorrento Clásica, presentándose en destacados escenarios como el Palau Comtal, la  Biblioteca Nacional de España y el Teatro Auditorio San Lorenzo de El Escorial.